# Ойрадай-хан
Ойрадай-хан (1387—1425) — великий хан Монгольской империи из династии Северная Юань (1415—1425). Вел своё происхождение из рода Ариг-Буги.

## Биография
Согласно одной версии Ойрадай-хана, возвели на трон ойраты под предводительством Махаму, ставший ханом по итогу объявил себя сыном Дэлбэга, а на самом деле был самозванцем. Согласно другой версии похоже, что и его выдвинул Аргутай-тайджи. Во всяком случае, при нем в войнах с ойратами и Китаем по-прежнему доминировал Аргутай, рядом с которым теперь выдвинулся его побратим и соправитель Адай, командующий превратившимся в халхаское племя военным подразделением хорчин (обитало на р. Нонни к востоку от Хингана).
В 1422—1424 годах Аргутай атаковал китайские границы, но должен был под ответным натиском китайцев отступить далеко в степь, однако и это степное контрнаступление Юнлэ (1424—1425), как обычно, не принесло решительных результатов. Был разбит и убит своим соперником Адай-ханом. В 1422 году минский император Чжу Ди (Юнлэ) предпринял третий военный поход на Восточную Монголию, чтобы наказать тайшу Аргутая. Китайская армия двинулась на север через Кайпин и Инчан. Аргутай, стоявший лагерем у озера Колуань, бросил свой обоз и отступил в степи. Тогда Юнлэ обратился против урянхайцев, союзников Аруктая, нанеся им полное поражение в битве на реке Цюй-ле-хэ.
В следующем 1423 году тайша Аргутай организовал новые набеги на пограничные китайские владения. В ответ китайский император Юнлэ с большой армией вторгся вглубь Монголии, но не смог найти Аргутая. Осенью того же 1423 году Аргутай потерпел серьезное поражение от ойратов. Узнав о поражении Аргутая, Юнлэ с китайской армией вернулся в Пекин. В 1424 году Аргутай разорил китайские области Датун и Кайпин. Тогда китайский император Юнлэ снова выступил в карательный поход в Монголию. Юнлэ дошел до реки Долонор, где узнал о том, что Аргутай отступил далеко в степи.

### Эсеху
Согласно Эрдэни-йин тобчи, Эсеху-хан взошел на престол в это время, но ранние книга Алтан Тобчи записывает только Ойрадай-хана, что согласуется с персидскими записями Империя Тимуридов. Монгольские историки считают, что Эсеху был не Ойрадай-ханом, а ойратским царем по имени «Тайпин» (кит. 太平).